# فریشتاک
فریشتاک (به چکی: Fryšták) یک منطقهٔ مسکونی و شهرستان دارای شهرک سابقاً روستا در جمهوری چک است که در ناحیه زلین واقع شده‌است. فریشتاک ۳٬۷۱۸ نفر جمعیت دارد.

## خواهرخوانده
شهرهای Muráň و Kanianka خواهرخوانده‌های فریشتاک هستند.